# 奥蒂尼亚诺拉焦洛
奥蒂尼亚诺拉焦洛是意大利托斯卡纳大区阿雷佐省的一个市镇。总面积36.41平方公里，人口876人，人口密度24.1人/平方公里（2009年）。ISTAT代码为051027。